# 아빠의 청춘 (1966년 영화)
"아빠의 청춘"은 한국에서 제작된 정승문 감독의 1966년 드라마 영화이다. 김승호 등이 주연으로 출연하였고 김형근 등이 제작에 참여하였다.

## 출연

### 주연
- 김승호
- 태현실
- 강신성일

### 조연
- 김광일

## 기타
- 원작자: 박홍근
- 조명: 최용진
- 미술: 이문현